# Асимметрия
Асимметри́я (др.-греч. ἀσυμμετρία, дословно — «несоразмерность» от μετρέω «измеряю») — отсутствие или нарушение симметрии. Чаще всего термин употребляется в отношении визуальных объектов и в изобразительном искусстве. В художественном творчестве асимметрия может выступать (и очень часто выступает) в качестве одного из основных средств формообразования (или композиции). Одно из близких понятий в искусстве — аритмия. Также термины асимметрия, асимметрический, асимметричный могут означать:

## В живой природе
В связи с постоянным делением клеток в организме асимметрия в организмах является обычным явлением по крайней мере в одном измерении наравне с биологической симметрией (также см. Межполушарная асимметрия).
Луи Пастер полагал, что биологические молекулы асимметричны из-за космических [то есть физических] сил, которые осуществляют контроль над их формированием, закладывая свойства (асимметричность), аналогичные своим. Хоть и в его время, и даже сейчас, симметрии в физических процессах придаётся большее значение, так же известны фундаментальные физические асимметрии, начиная с времени.

### Полезность для организмов
- Преобладающая рука — асимметрия в развитии навыков людей и животных. Тренировка нервных путей во время обучения навыку с одной рукой (лапой) занимает меньше времени, чем та же тренировка с двумя.[2]

Природа также предоставляет несколько примеров хиральности в чертах, которые обычно симметричны. Ниже приведены примеры животных с явными признаками асимметрии левой и правой стороны тела:
- У крабов-скрипачей одна клешня большая и одна малая.
- У нарвалов бивень вырастает из левого резца, который может достигать 10 футов и формируется в спираль.
- Камбала эволюционировала плавать всегда одной стороной вверх, в результате чего имеет оба глаза с одной стороны.
- Некоторые виды сов имеют асимметрию в размере и расположении ушей, как полагают, чтобы помочь найти добычу.
- У многих самцов животных (от насекомых до млекопитающих) гениталии асимметричны. Для чего это было нужно эволюции — в большинстве случаев до сих пор загадка.[4]

Тип Porifera состоит из губок, состоящих из нескольких видов, демонстрирующих практически полное отсутствие симметрии тела. Вместо этого они развивались для максимального использования водяного потока через свою центральную полость.

### Как индикатор непригодности
- Некоторые нарушения в ходе развития организма, в результате которых происходят врождённые дефекты.
- Травмы после клеточного деления, которые не могут быть биологически отремонтированы, такие как потеря конечности во время несчастного случая[5].

Поскольку врожденные дефекты и повреждения, скорее всего, указывают на плохое состояние здоровья организма, дефекты, приводящие к асимметрии часто ставят животное в невыгодное положение, когда речь заходит о поиске партнера. В частности, степень симметрии лица у людей связана с физической привлекательностью, но полная симметрия невозможна и, вероятно, непривлекательна.

## В математике и других науках
- Коэффициент асимметрии — характеристика распределения случайной величины.
- Асимметричное отношение — антирефлексивное и антисимметричное бинарное отношение.
- Асимметрический атом — понятие стереохимии.
- Асимметричная криптография — шифрование с открытым ключом.
- Асимметричная федерация — государственное устройство, характеризующееся разностатусностью субъектов федерации.
- Барионная асимметрия Вселенной
- Омическая асимметрия — разность сопротивления жил в паре многопарного кабеля.
- Ёмкостная асимметрия — разность ёмкости жил в паре многопарного кабеля.

## В архитектуре
В архитектурных стилях, предшествовавших современным, акцент, как правило, делался на симметрии, за исключением когда расположение в экстремальных условиях или исторические разработки вынуждают отойти от классических идеалов. В противоположность этому, некоторые архитекторы современности стали гораздо свободнее использовать асимметрию  .

Пока большинство мостов используют симметричную форму для внутренней простоты проектирования, анализа, изготовления и экономии в использовании материалов, ряд современных мостов намеренно отошёл от этого, либо в ответ на запросы конкретного участка, либо для создания эффектного дизайна.
Некоторые строения, использующие идею асимметрии

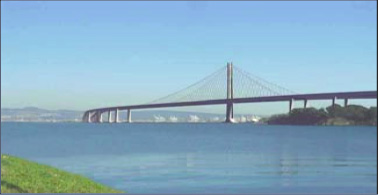
Восточный пролёт развязки Сан-Франциско – Окленд Бэй Бридж
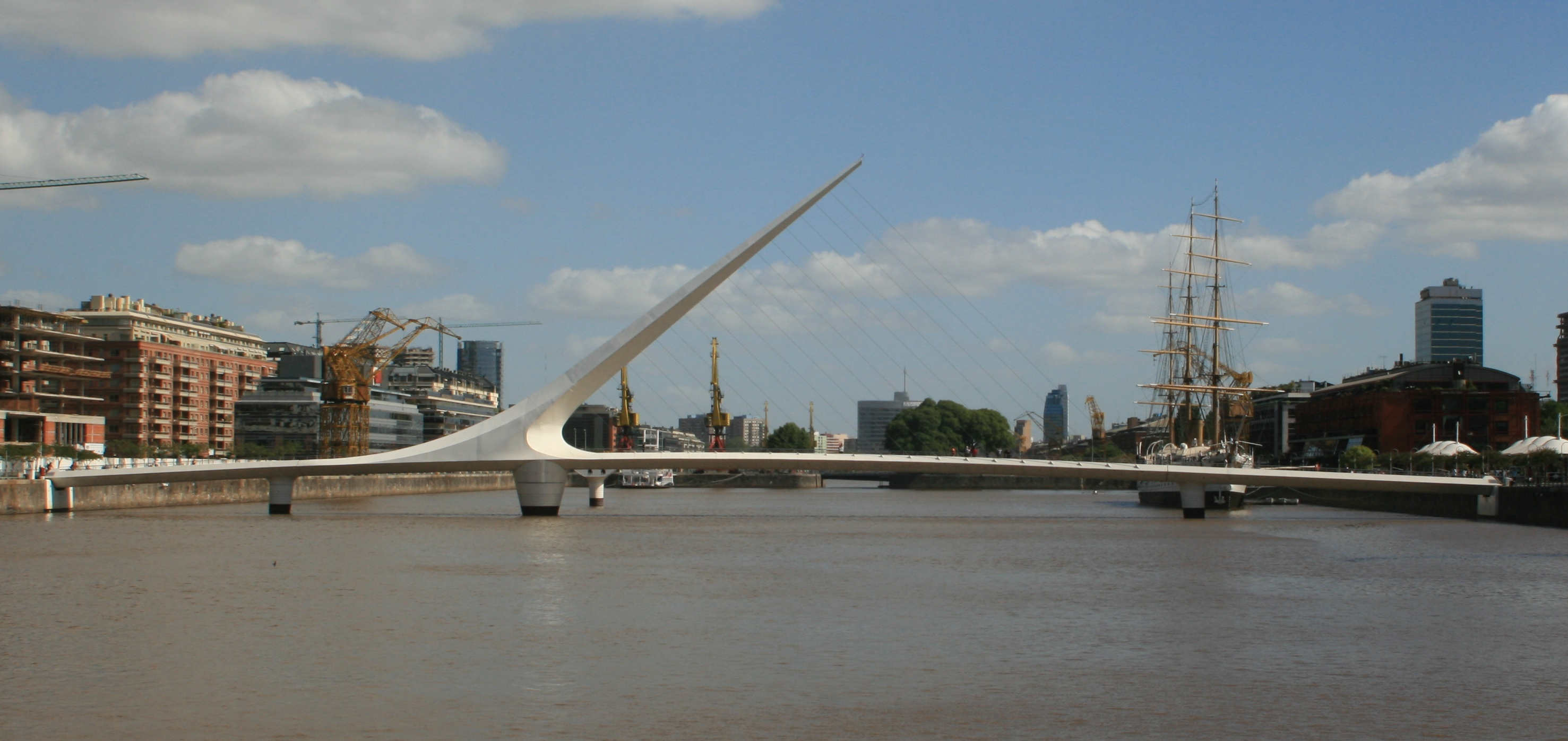
Мост Женщины
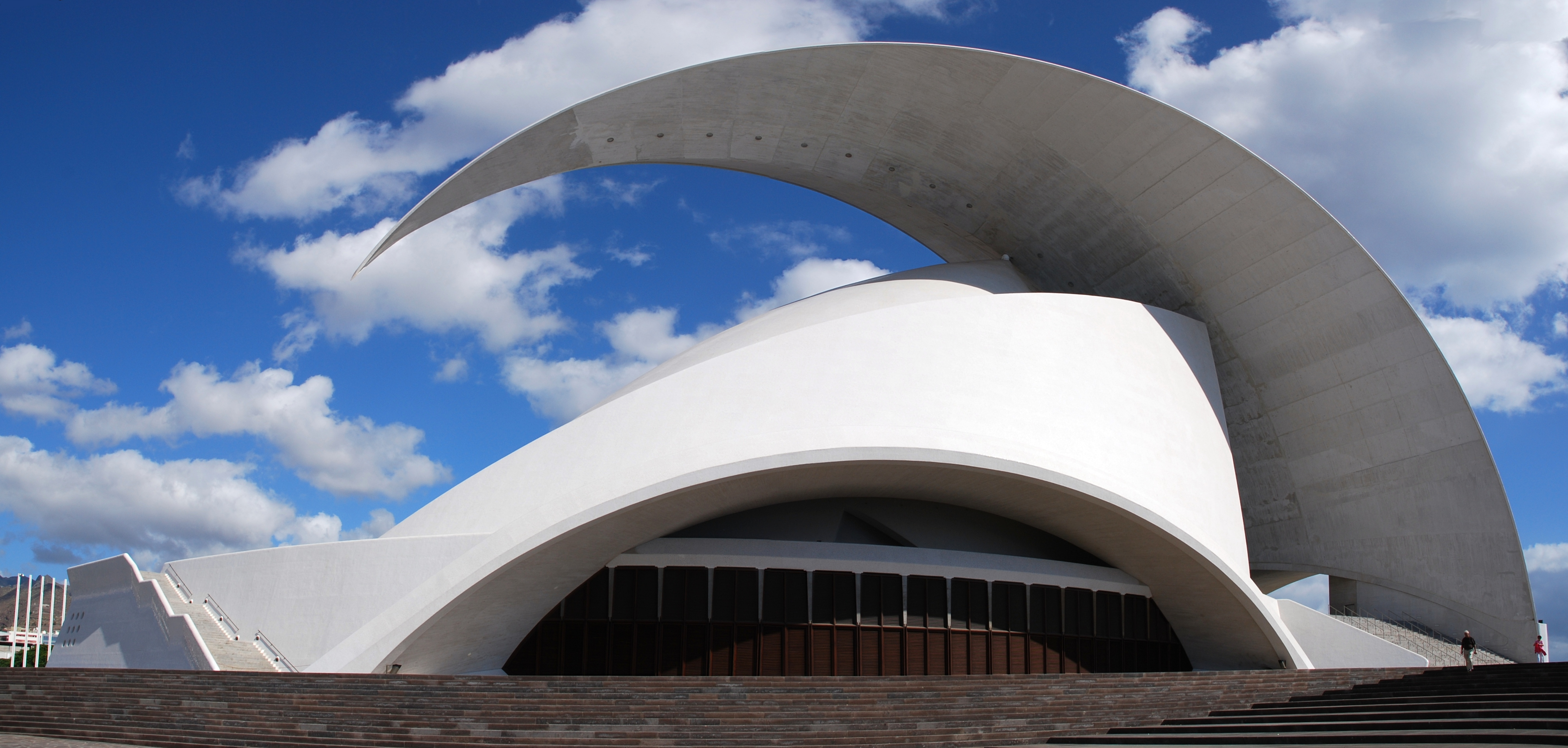
Аудиторио-де-Тенерифе
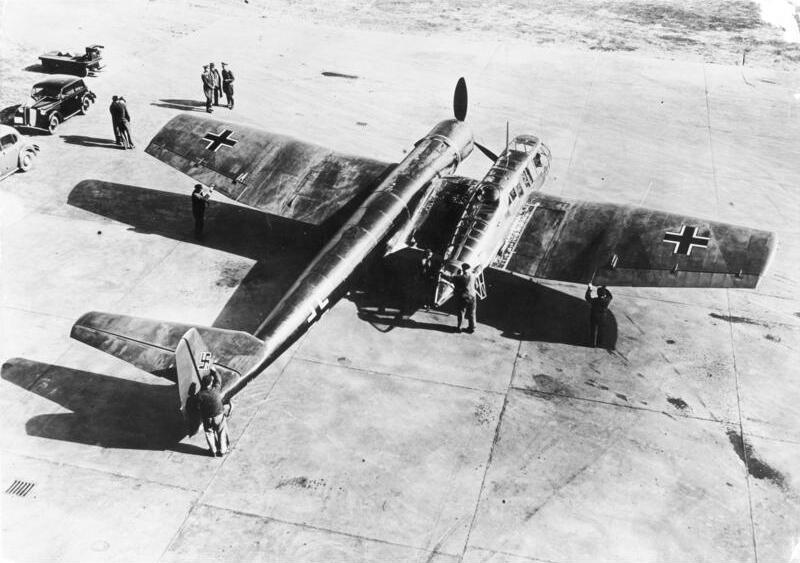
Самолёт Blohm & Voss BV 141
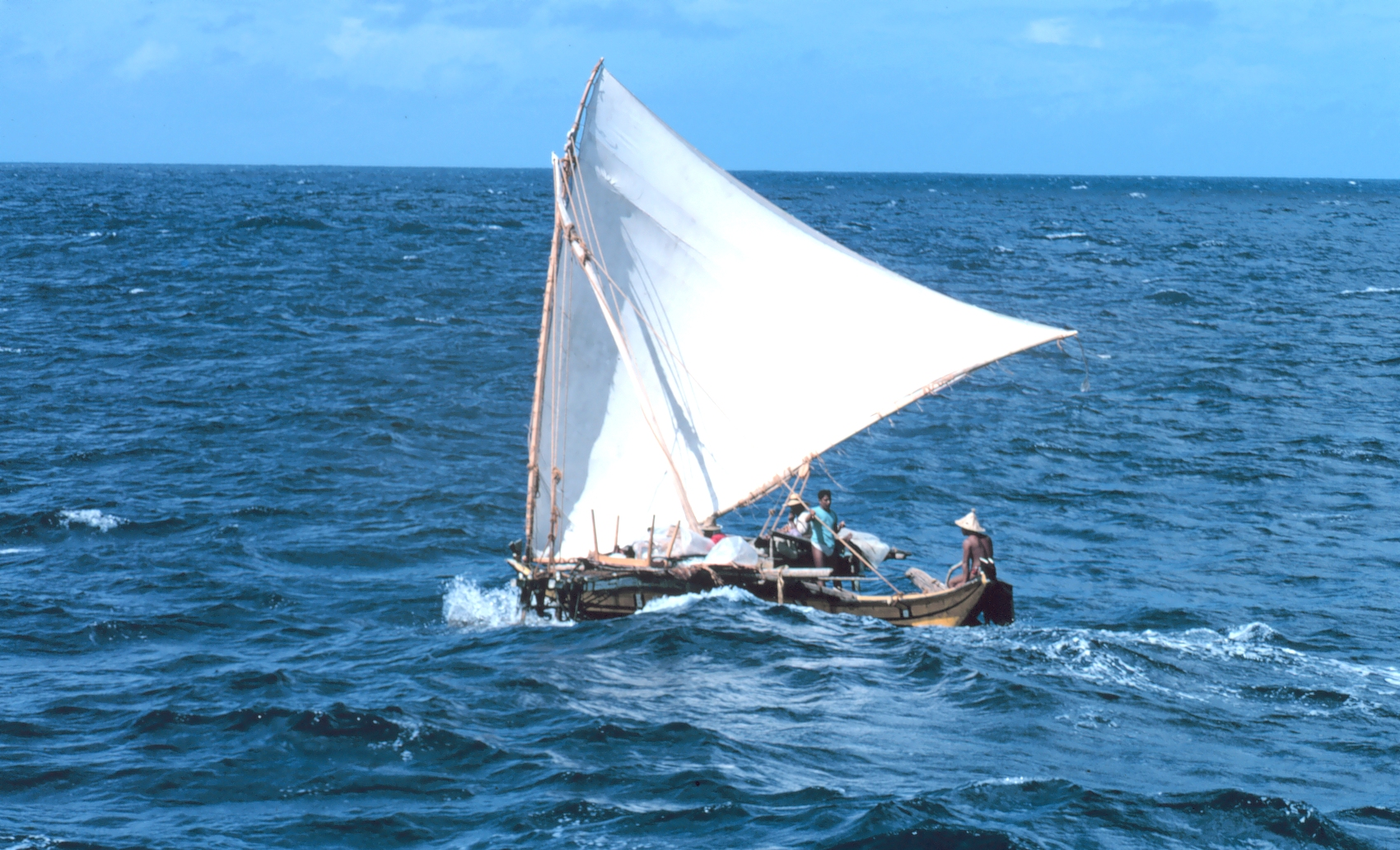
Микронезийское проа